# Elezioni comunali in Abruzzo del 2017
Le elezioni comunali in Abruzzo del 2017 si sono svolte l'11 giugno (con ballottaggio il 25 giugno).

## Riepilogo sindaci eletti
Coalizione di centro-destra
     Coalizione di centro-sinistra
     Liste civiche
     Commissario prefettizio
| Provincia | Comune       | Popolazione legale (censimento 2011) | Sindaco uscente | Sindaco uscente            | Sindaco eletto | Sindaco eletto           | Primo turno | Primo turno | Secondo turno | Secondo turno | Seggi         |
| Provincia | Comune       | Popolazione legale (censimento 2011) | Sindaco uscente | Sindaco uscente            | Sindaco eletto | Sindaco eletto           | Voti        | %           | Voti          | %             | Seggi         |
| --------- | ------------ | ------------------------------------ | --------------- | -------------------------- | -------------- | ------------------------ | ----------- | ----------- | ------------- | ------------- | ------------- |
| Chieti    | Ortona       | 23 425                               |                 | Domenica Calabrese         |                | Leo Castiglione (Ind.)   | 3 239       | 24,44       | 5 700         | 52,15         | 10 / 16       |
| Chieti    | San Salvo    | 18 848                               |                 | Tiziana Magnacca (PdL/FI)  |                | Tiziana Magnacca (Ind.)  | 7 567       | 65,91       | —             | —             | 11 / 16       |
| L'Aquila  | L'Aquila     | 66 964                               |                 | Massimo Cialente (PD)      |                | Pierluigi Biondi (FdI)   | 14 142      | 35,84       | 16 410        | 53,52         | 20 / 32       |
| L'Aquila  | Avezzano     | 40 744                               |                 | Giovanni Di Pangrazio (PD) |                | Gabriele De Angelis (FI) | 8 698       | 34,74       | 10 018        | 53,84         | 15 / 249 / 24 |
| Pescara   | Spoltore     | 18 566                               |                 | Luciano Di Lorito (PD)     |                | Luciano Di Lorito (PD)   | 5 838       | 59,44       | —             | —             | 10 / 16       |
| Teramo    | Martinsicuro | 15 484                               |                 | Paolo Camaioni (Ind.)      |                | Massimo Vagnoni (Ind.)   | 3 432       | 46,71       | 3 360         | 55,70         | 10 / 16       |

## Provincia di Chieti

### Ortona
| Candidati                        | Candidati                  | II turno             | II turno         | I turno | I turno | Liste                | Voti   | %     | Seggi |
| Candidati                        | Candidati                  | Voti                 | %                | Voti    | %       | Liste                | Voti   | %     | Seggi |
| -------------------------------- | -------------------------- | -------------------- | ---------------- | ------- | ------- | -------------------- | ------ | ----- | ----- |
|                                  | Leo Castiglione ✔️ Sindaco | 5 700                | 52,15            | 3 239   | 24,44   | Il Comune delle Idee | 1 420  | 11,38 | 5     |
| Cittadini Consapevoli            | Leo Castiglione ✔️ Sindaco | 5 700                | 52,15            | 3 239   | 24,44   | 1 247                | 9,99   | 5     |       |
| L'Alternativa c'è                | Leo Castiglione ✔️ Sindaco | 5 700                | 52,15            | 3 239   | 24,44   | 220                  | 1,76   | –     |       |
| Totale liste                     | Leo Castiglione ✔️ Sindaco | 5 700                | 52,15            | 3 239   | 24,44   | 2 887                | 23,14  | 10    |       |
|                                  | Giorgio Marchegiano        | 5 230                | 47,85            | 3 079   | 23,23   | Ortona Cambia        | 1 214  | 9,73  | 1     |
| Abruzzo Civico                   | Giorgio Marchegiano        | 5 230                | 47,85            | 3 079   | 23,23   | 639                  | 5,12   | –     |       |
| Il Faro                          | Giorgio Marchegiano        | 5 230                | 47,85            | 3 079   | 23,23   | 430                  | 3,45   | –     |       |
| Ortona Democratica               | Giorgio Marchegiano        | 5 230                | 47,85            | 3 079   | 23,23   | 268                  | 2,15   | –     |       |
| Seggio di coalizione             | Seggio di coalizione       | Seggio di coalizione | 47,85            | 3 079   | 23,23   | 1                    |        |       |       |
| Totale liste                     | Giorgio Marchegiano        | 5 230                | 47,85            | 3 079   | 23,23   | 2 551                | 20,44  | 1     |       |
|                                  | Rinaldo Veri               | Rinaldo Veri         | Rinaldo Veri     | 2 405   | 18,15   | Partito Democratico  | 939    | 7,53  | 1     |
| Ortona Bene Comune               | Rinaldo Veri               | Rinaldo Veri         | Rinaldo Veri     | 2 405   | 18,15   | 689                  | 5,52   | –     |       |
| Ortona con Veri Sindaco          | Rinaldo Veri               | Rinaldo Veri         | Rinaldo Veri     | 2 405   | 18,15   | 674                  | 5,40   | –     |       |
| Uniti con Veri Sindaco           | Rinaldo Veri               | Rinaldo Veri         | Rinaldo Veri     | 2 405   | 18,15   | 182                  | 1,46   | –     |       |
| Seggio di coalizione             | Seggio di coalizione       | Seggio di coalizione | Rinaldo Veri     | 2 405   | 18,15   | 1                    |        |       |       |
| Totale liste                     | Rinaldo Veri               | Rinaldo Veri         | Rinaldo Veri     | 2 405   | 18,15   | 2 484                | 19,91  | 1     |       |
|                                  | Peppino Polidori           | Peppino Polidori     | Peppino Polidori | 2 107   | 15,90   | Forza Ortona         | 1 223  | 9,80  | –     |
| Ortona Progetto Futuro           | Peppino Polidori           | Peppino Polidori     | Peppino Polidori | 2 107   | 15,90   | 601                  | 4,82   | –     |       |
| Sì per Ortona                    | Peppino Polidori           | Peppino Polidori     | Peppino Polidori | 2 107   | 15,90   | 462                  | 3,70   | –     |       |
| Seggio di coalizione             | Seggio di coalizione       | Seggio di coalizione | Peppino Polidori | 2 107   | 15,90   | 1                    |        |       |       |
| Totale liste                     | Peppino Polidori           | Peppino Polidori     | Peppino Polidori | 2 107   | 15,90   | 2 286                | 18,32  | –     |       |
|                                  | Angelo Di Nardo            | Angelo Di Nardo      | Angelo Di Nardo  | 1 561   | 11,78   | Fratelli d'Italia    | 561    | 4,50  | –     |
| Noi con Salvini                  | Angelo Di Nardo            | Angelo Di Nardo      | Angelo Di Nardo  | 1 561   | 11,78   | 479                  | 3,84   | –     |       |
| Libertà e Bene Comune per Ortona | Angelo Di Nardo            | Angelo Di Nardo      | Angelo Di Nardo  | 1 561   | 11,78   | 357                  | 2,86   | –     |       |
| Seggio di coalizione             | Seggio di coalizione       | Seggio di coalizione | Angelo Di Nardo  | 1 561   | 11,78   | 1                    |        |       |       |
| Totale liste                     | Angelo Di Nardo            | Angelo Di Nardo      | Angelo Di Nardo  | 1 561   | 11,78   | 1 397                | 11,20  | –     |       |
|                                  | Gianluca Coletti           | Gianluca Coletti     | Gianluca Coletti | 677     | 5,11    | Ortona Popolare      | 704    | 5,64  | –     |
|                                  | Tiziano Torzi              | Tiziano Torzi        | Tiziano Torzi    | 184     | 1,39    | Svolta Ortona        | 169    | 1,35  | –     |
| Totale                           | Totale                     | 10 930               | 100              | 13 252  | 100     |                      | 12 478 | 100   | 16    |
|                                  |                            |                      |                  |         |         |                      |        |       |       |
| Schede bianche                   | Schede bianche             | 112                  | 1,00             | 418     | 3,03    |                      |        |       |       |
| Schede nulle                     | Schede nulle               | 189                  | 1,68             | 321     | 2,33    |                      |        |       |       |
| Votanti                          | Votanti                    | 11 231               | 50,89            | 13 788  | 62,47   |                      |        |       |       |
| Elettori                         | Elettori                   | 22 071               |                  | 22 071  |         |                      |        |       |       |
|                                  |                            |                      |                  |         |         |                      |        |       |       |
| Fonte: Ministero dell'interno    |                            |                      |                  |         |         |                      |        |       |       |

### San Salvo
|                               | Tiziana Magnacca ✔️ Sindaca | 7 567                | 65,91 | San Salvo Città Nuova | 2 992  | 27,65 | 5  |  |  |
| Per San Salvo                 | Tiziana Magnacca ✔️ Sindaca | 7 567                | 65,91 | 2 417                 | 22,34  | 4     |    |  |  |
| Lista Popolare                | Tiziana Magnacca ✔️ Sindaca | 7 567                | 65,91 | 1 574                 | 14,55  | 2     |    |  |  |
| Totale liste                  | Tiziana Magnacca ✔️ Sindaca | 7 567                | 65,91 | 6 983                 | 64,53  | 10    |    |  |  |
|                               | Gennaro Luciano             | 1 794                | 15,63 | Partito Democratico   | 1 021  | 9,44  | 2  |  |  |
| Città Futura                  | Gennaro Luciano             | 1 794                | 15,63 | 505                   | 4,67   | –     |    |  |  |
| Sinistra per San Salvo        | Gennaro Luciano             | 1 794                | 15,63 | 322                   | 2,98   | –     |    |  |  |
| Seggio di coalizione          | Seggio di coalizione        | Seggio di coalizione | 15,63 | 1                     |        |       |    |  |  |
| Totale liste                  | Gennaro Luciano             | 1 794                | 15,63 | 1 848                 | 17,08  | 2     |    |  |  |
|                               | Pietro Angelo Angelucci     | 1 498                | 13,05 | San Salvo Democratica | 980    | 9,06  | 1  |  |  |
| Più San Salvo                 | Pietro Angelo Angelucci     | 1 498                | 13,05 | 575                   | 5,31   | –     |    |  |  |
| Seggio di coalizione          | Seggio di coalizione        | Seggio di coalizione | 13,05 | 1                     |        |       |    |  |  |
| Totale liste                  | Pietro Angelo Angelucci     | 1 498                | 13,05 | 1 555                 | 14,37  | 1     |    |  |  |
|                               | Osvaldo Menna               | 621                  | 5,41  | San Salvo Lavora      | 283    | 2,62  | –  |  |  |
| San Salvo Èvviva              | Osvaldo Menna               | 621                  | 5,41  | 152                   | 1,40   | –     |    |  |  |
| Totale liste                  | Osvaldo Menna               | 621                  | 5,41  | 435                   | 4,02   | –     |    |  |  |
| Totale                        | Totale                      | 11 480               | 100   |                       | 10 821 | 100   | 16 |  |  |
|                               |                             |                      |       |                       |        |       |    |  |  |
| Schede bianche                | Schede bianche              | 143                  | 1,19  |                       |        |       |    |  |  |
| Schede nulle                  | Schede nulle                | 365                  | 3,04  |                       |        |       |    |  |  |
| Votanti                       | Votanti                     | 11 988               | 71,48 |                       |        |       |    |  |  |
| Elettori                      | Elettori                    | 16 772               |       |                       |        |       |    |  |  |
|                               |                             |                      |       |                       |        |       |    |  |  |
| Fonte: Ministero dell'interno |                             |                      |       |                       |        |       |    |  |  |

1. ↑  Include candidati di Forza Italia.

## Provincia dell'Aquila

### L'Aquila
| Candidati                                  | Candidati                   | II turno             | II turno             | I turno | I turno | Liste                            | Voti   | %     | Seggi |
| Candidati                                  | Candidati                   | Voti                 | %                    | Voti    | %       | Liste                            | Voti   | %     | Seggi |
| ------------------------------------------ | --------------------------- | -------------------- | -------------------- | ------- | ------- | -------------------------------- | ------ | ----- | ----- |
|                                            | Pierluigi Biondi ✔️ Sindaco | 16 410               | 53,52                | 14 142  | 35,84   | Forza Italia                     | 3 886  | 10,17 | 7     |
| Noi con Salvini                            | Pierluigi Biondi ✔️ Sindaco | 16 410               | 53,52                | 14 142  | 35,84   | 2 585                            | 6,76   | 4     |       |
| Fratelli d'Italia                          | Pierluigi Biondi ✔️ Sindaco | 16 410               | 53,52                | 14 142  | 35,84   | 2 213                            | 5,79   | 4     |       |
| Benvenuto Presente                         | Pierluigi Biondi ✔️ Sindaco | 16 410               | 53,52                | 14 142  | 35,84   | 1 541                            | 4,03   | 2     |       |
| L'Aquila Futura                            | Pierluigi Biondi ✔️ Sindaco | 16 410               | 53,52                | 14 142  | 35,84   | 1 417                            | 3,71   | 2     |       |
| Unione di Centro                           | Pierluigi Biondi ✔️ Sindaco | 16 410               | 53,52                | 14 142  | 35,84   | 787                              | 2,06   | 1     |       |
| Rivoluzione Cristiana                      | Pierluigi Biondi ✔️ Sindaco | 16 410               | 53,52                | 14 142  | 35,84   | 416                              | 1,09   | –     |       |
| Totale liste                               | Pierluigi Biondi ✔️ Sindaco | 16 410               | 53,52                | 14 142  | 35,84   | 12 845                           | 33,60  | 20    |       |
|                                            | Americo Di Benedetto        | 14 249               | 46,48                | 18 576  | 47,08   | Partito Democratico              | 6 570  | 17,19 | 4     |
| Il Passo Possibile                         | Americo Di Benedetto        | 14 249               | 46,48                | 18 576  | 47,08   | 3 243                            | 8,48   | 2     |       |
| Articolo Uno                               | Americo Di Benedetto        | 14 249               | 46,48                | 18 576  | 47,08   | 1 782                            | 4,66   | 1     |       |
| Cambiare Insieme                           | Americo Di Benedetto        | 14 249               | 46,48                | 18 576  | 47,08   | 1 532                            | 4,01   | 1     |       |
| Democratici e Socialisti                   | Americo Di Benedetto        | 14 249               | 46,48                | 18 576  | 47,08   | 1 526                            | 3,99   | 1     |       |
| Sicurezza Lavoro                           | Americo Di Benedetto        | 14 249               | 46,48                | 18 576  | 47,08   | 1 486                            | 3,89   | 1     |       |
| Abruzzo Civico                             | Americo Di Benedetto        | 14 249               | 46,48                | 18 576  | 47,08   | 1 429                            | 3,74   | –     |       |
| Socialisti e Popolari                      | Americo Di Benedetto        | 14 249               | 46,48                | 18 576  | 47,08   | 1 057                            | 2,77   | –     |       |
| Territorio Collettivo                      | Americo Di Benedetto        | 14 249               | 46,48                | 18 576  | 47,08   | 873                              | 2,28   | –     |       |
| Seggio di coalizione                       | Seggio di coalizione        | Seggio di coalizione | 46,48                | 18 576  | 47,08   | 1                                |        |       |       |
| Totale liste                               | Americo Di Benedetto        | 14 249               | 46,48                | 18 576  | 47,08   | 19 498                           | 51,01  | 10    |       |
|                                            | Carla Cimoroni              | Carla Cimoroni       | Carla Cimoroni       | 2 489   | 6,31    | L'Aquila Chiama chi ama L'Aquila | 887    | 2,32  | –     |
| L'Aquila Bene Comune - L'Aquila a Sinistra | Carla Cimoroni              | Carla Cimoroni       | Carla Cimoroni       | 2 489   | 6,31    | 839                              | 2,19   | –     |       |
| L'Aquila che Vogliamo                      | Carla Cimoroni              | Carla Cimoroni       | Carla Cimoroni       | 2 489   | 6,31    | 504                              | 1,32   | –     |       |
| Seggio di coalizione                       | Seggio di coalizione        | Seggio di coalizione | Carla Cimoroni       | 2 489   | 6,31    | 1                                |        |       |       |
| Totale liste                               | Carla Cimoroni              | Carla Cimoroni       | Carla Cimoroni       | 2 489   | 6,31    | 2 230                            | 5,83   | –     |       |
|                                            | Fabrizio Righetti           | Fabrizio Righetti    | Fabrizio Righetti    | 1 907   | 4,83    | Movimento 5 Stelle               | 1 493  | 3,91  | –     |
|                                            | Nicola Trifuoggi            | Nicola Trifuoggi     | Nicola Trifuoggi     | 1 062   | 2,69    | Progetto Trifuoggi               | 792    | 2,07  | –     |
| Città Territorio                           | Nicola Trifuoggi            | Nicola Trifuoggi     | Nicola Trifuoggi     | 1 062   | 2,69    | 146                              | 0,38   | –     |       |
| Totale liste                               | Nicola Trifuoggi            | Nicola Trifuoggi     | Nicola Trifuoggi     | 1 062   | 2,69    | 938                              | 2,45   | –     |       |
|                                            | Giancarlo Silveri           | Giancarlo Silveri    | Giancarlo Silveri    | 801     | 2,03    | Riscatto Popolare                | 852    | 2,23  | –     |
|                                            | Claudia Pagliariccio        | Claudia Pagliariccio | Claudia Pagliariccio | 480     | 1,22    | CasaPound Italia                 | 370    | 0,97  | –     |
| Totale                                     | Totale                      | 30 659               | 100                  | 39 457  | 100     |                                  | 38 226 | 100   | 32    |
|                                            |                             |                      |                      |         |         |                                  |        |       |       |
| Schede bianche                             | Schede bianche              | 145                  | 0,46                 | 193     | 0,47    |                                  |        |       |       |
| Schede nulle                               | Schede nulle                | 425                  | 1,36                 | 991     | 2,44    |                                  |        |       |       |
| Votanti                                    | Votanti                     | 31 229               | 52,08                | 40 641  | 67,78   |                                  |        |       |       |
| Elettori                                   | Elettori                    | 59 963               |                      | 59 963  |         |                                  |        |       |       |
|                                            |                             |                      |                      |         |         |                                  |        |       |       |
| Fonte: Ministero dell'interno              |                             |                      |                      |         |         |                                  |        |       |       |

### Avezzano
| Candidati                     | Candidati                      | II turno             | II turno            | I turno | I turno | Liste                      | Voti   | %    | Seggi |
| Candidati                     | Candidati                      | Voti                 | %                   | Voti    | %       | Liste                      | Voti   | %    | Seggi |
| ----------------------------- | ------------------------------ | -------------------- | ------------------- | ------- | ------- | -------------------------- | ------ | ---- | ----- |
|                               | Gabriele De Angelis ✔️ Sindaco | 10 018               | 53,84               | 8 698   | 34,74   | Avezzano Rinasce           | 1 918  | 7,84 | 2 4   |
| Avezzano Popolare             | Gabriele De Angelis ✔️ Sindaco | 10 018               | 53,84               | 8 698   | 34,74   | 1 699                      | 6,94   | 2 3  |       |
| Forza Avezzano                | Gabriele De Angelis ✔️ Sindaco | 10 018               | 53,84               | 8 698   | 34,74   | 1 548                      | 6,33   | 2 3  |       |
| Innovazione per Avezzano      | Gabriele De Angelis ✔️ Sindaco | 10 018               | 53,84               | 8 698   | 34,74   | 1 042                      | 4,26   | 1 2  |       |
| Avezzano Insieme              | Gabriele De Angelis ✔️ Sindaco | 10 018               | 53,84               | 8 698   | 34,74   | 898                        | 3,67   | 1 2  |       |
| Partecipazione Popolare       | Gabriele De Angelis ✔️ Sindaco | 10 018               | 53,84               | 8 698   | 34,74   | 873                        | 3,57   | 1    |       |
| Avezzano Sostenibile          | Gabriele De Angelis ✔️ Sindaco | 10 018               | 53,84               | 8 698   | 34,74   | 396                        | 1,62   | –    |       |
| Totale liste                  | Gabriele De Angelis ✔️ Sindaco | 10 018               | 53,84               | 8 698   | 34,74   | 8 374                      | 34,23  | 9 15 |       |
|                               | Giovanni Di Pangrazio          | 8 588                | 46,16               | 11 093  | 44,30   | Unione di Centro           | 2 303  | 9,41 | 3 1   |
| Io sto con Avezzano           | Giovanni Di Pangrazio          | 8 588                | 46,16               | 11 093  | 44,30   | 2 168                      | 8,86   | 2 1  |       |
| Partito Democratico           | Giovanni Di Pangrazio          | 8 588                | 46,16               | 11 093  | 44,30   | 1 970                      | 8,05   | 2 1  |       |
| Per Avezzano                  | Giovanni Di Pangrazio          | 8 588                | 46,16               | 11 093  | 44,30   | 1 479                      | 6,05   | 2 1  |       |
| Avezzano al Centro            | Giovanni Di Pangrazio          | 8 588                | 46,16               | 11 093  | 44,30   | 1 182                      | 4,83   | 1    |       |
| Avezzano Giovane              | Giovanni Di Pangrazio          | 8 588                | 46,16               | 11 093  | 44,30   | 1 175                      | 4,80   | 1    |       |
| Abruzzo Civico                | Giovanni Di Pangrazio          | 8 588                | 46,16               | 11 093  | 44,30   | 1 085                      | 4,43   | 1 0  |       |
| Cantiere Popolare             | Giovanni Di Pangrazio          | 8 588                | 46,16               | 11 093  | 44,30   | 624                        | 2,55   | –    |       |
| Dem per Avezzano              | Giovanni Di Pangrazio          | 8 588                | 46,16               | 11 093  | 44,30   | 369                        | 1,51   | –    |       |
| Avezzano Futura               | Giovanni Di Pangrazio          | 8 588                | 46,16               | 11 093  | 44,30   | 278                        | 1,14   | –    |       |
| Seggio di coalizione          | Seggio di coalizione           | Seggio di coalizione | 46,16               | 11 093  | 44,30   | 1                          |        |      |       |
| Totale liste                  | Giovanni Di Pangrazio          | 8 588                | 46,16               | 11 093  | 44,30   | 12 633                     | 51,64  | 12 6 |       |
|                               | Francesco Eligi                | Francesco Eligi      | Francesco Eligi     | 2 095   | 8,37    | Movimento 5 Stelle         | 1 285  | 5,25 | –     |
| Seggio di coalizione          | Seggio di coalizione           | Seggio di coalizione | Francesco Eligi     | 2 095   | 8,37    | 1                          |        |      |       |
|                               | Leonardo Casciere              | Leonardo Casciere    | Leonardo Casciere   | 1 710   | 6,83    | Progetto Leonardo Casciere | 832    | 3,40 | –     |
| Il Sociale nel Cuore          | Leonardo Casciere              | Leonardo Casciere    | Leonardo Casciere   | 1 710   | 6,83    | 192                        | 0,78   | –    |       |
| Senza Padroni                 | Leonardo Casciere              | Leonardo Casciere    | Leonardo Casciere   | 1 710   | 6,83    | 68                         | 0,28   | –    |       |
| Idee in Comune                | Leonardo Casciere              | Leonardo Casciere    | Leonardo Casciere   | 1 710   | 6,83    | 51                         | 0,21   | –    |       |
| Seggio di coalizione          | Seggio di coalizione           | Seggio di coalizione | Leonardo Casciere   | 1 710   | 6,83    | 1                          |        |      |       |
| Totale liste                  | Leonardo Casciere              | Leonardo Casciere    | Leonardo Casciere   | 1 710   | 6,83    | 1 143                      | 4,67   | –    |       |
|                               | Stefano D'Andrea               | Stefano D'Andrea     | Stefano D'Andrea    | 967     | 3,86    | Riconquistare Avezzano     | 727    | 2,97 | –     |
|                               | Nazzareno Di Matteo            | Nazzareno Di Matteo  | Nazzareno Di Matteo | 475     | 1,90    | Libertà è Partecipazione   | 303    | 1,24 | –     |
| Totale                        | Totale                         | 18 606               | 100                 | 25 038  | 100     |                            | 24 465 | 100  | 24    |
|                               |                                |                      |                     |         |         |                            |        |      |       |
| Schede bianche                | Schede bianche                 | 157                  | 0,82                | 118     | 0,46    |                            |        |      |       |
| Schede nulle                  | Schede nulle                   | 440                  | 2,29                | 630     | 2,44    |                            |        |      |       |
| Votanti                       | Votanti                        | 19 203               | 55,66               | 25 786  | 74,74   |                            |        |      |       |
| Elettori                      | Elettori                       | 34 499               |                     | 34 499  |         |                            |        |      |       |
|                               |                                |                      |                     |         |         |                            |        |      |       |
| Fonte: Ministero dell'interno |                                |                      |                     |         |         |                            |        |      |       |

## Provincia di Pescara

### Spoltore
|                               | Luciano Di Lorito ✔️ Sindaco | 5 838                | 59,44 | Partito Democratico     | 3 340 | 35,37 | 6  |  |  |
| Insieme                       | Luciano Di Lorito ✔️ Sindaco | 5 838                | 59,44 | 1 458                   | 15,44 | 3     |    |  |  |
| Scegli Spoltore               | Luciano Di Lorito ✔️ Sindaco | 5 838                | 59,44 | 524                     | 5,55  | 1     |    |  |  |
| Avanti Spoltore               | Luciano Di Lorito ✔️ Sindaco | 5 838                | 59,44 | 335                     | 3,55  | –     |    |  |  |
| Totale liste                  | Luciano Di Lorito ✔️ Sindaco | 5 838                | 59,44 | 5 657                   | 59,90 | 10    |    |  |  |
|                               | Marina Febo                  | 2 921                | 29,74 | #Noi Pensiamo in Comune | 894   | 9,47  | 2  |  |  |
| Nuova Presenza                | Marina Febo                  | 2 921                | 29,74 | 889                     | 9,41  | 2     |    |  |  |
| Prima Spoltore                | Marina Febo                  | 2 921                | 29,74 | 424                     | 4,49  | –     |    |  |  |
| Cinque Borghi                 | Marina Febo                  | 2 921                | 29,74 | 399                     | 4,22  | –     |    |  |  |
| Spoltore Amica                | Marina Febo                  | 2 921                | 29,74 | 166                     | 1,76  | –     |    |  |  |
| Seggio di coalizione          | Seggio di coalizione         | Seggio di coalizione | 29,74 | 1                       |       |       |    |  |  |
| Totale liste                  | Marina Febo                  | 2 921                | 29,74 | 2 772                   | 29,35 | 4     |    |  |  |
|                               | Filomena Passarelli          | 1 062                | 10,81 | Movimento 5 Stelle      | 1 015 | 10,75 | –  |  |  |
| Seggio di coalizione          | Seggio di coalizione         | Seggio di coalizione | 10,81 | 1                       |       |       |    |  |  |
| Totale                        | Totale                       | 9 821                | 100   |                         | 9 444 | 100   | 16 |  |  |
|                               |                              |                      |       |                         |       |       |    |  |  |
| Schede bianche                | Schede bianche               | 63                   | 0,62  |                         |       |       |    |  |  |
| Schede nulle                  | Schede nulle                 | 275                  | 2,71  |                         |       |       |    |  |  |
| Votanti                       | Votanti                      | 10 159               | 62,92 |                         |       |       |    |  |  |
| Elettori                      | Elettori                     | 16 146               |       |                         |       |       |    |  |  |
|                               |                              |                      |       |                         |       |       |    |  |  |
| Fonte: Ministero dell'interno |                              |                      |       |                         |       |       |    |  |  |

## Provincia di Teramo

### Martinsicuro
| Candidati                     | Candidati                  | II turno             | II turno       | I turno | I turno | Liste                  | Voti  | %     | Seggi |
| Candidati                     | Candidati                  | Voti                 | %              | Voti    | %       | Liste                  | Voti  | %     | Seggi |
| ----------------------------- | -------------------------- | -------------------- | -------------- | ------- | ------- | ---------------------- | ----- | ----- | ----- |
|                               | Massimo Vagnoni ✔️ Sindaco | 3 360                | 55,70          | 3 432   | 46,71   | Progetto Comune        | 1 019 | 16,89 | 3     |
| Progetto Futuro               | Massimo Vagnoni ✔️ Sindaco | 3 360                | 55,70          | 3 432   | 46,71   | 750                    | 12,43 | 2     |       |
| Appartenenza Comune           | Massimo Vagnoni ✔️ Sindaco | 3 360                | 55,70          | 3 432   | 46,71   | 559                    | 9,27  | 2     |       |
| Abruzzo Civico                | Massimo Vagnoni ✔️ Sindaco | 3 360                | 55,70          | 3 432   | 46,71   | 555                    | 9,20  | 2     |       |
| Martinrosa                    | Massimo Vagnoni ✔️ Sindaco | 3 360                | 55,70          | 3 432   | 46,71   | 434                    | 7,19  | 1     |       |
| Totale liste                  | Massimo Vagnoni ✔️ Sindaco | 3 360                | 55,70          | 3 432   | 46,71   | 3 317                  | 54,99 | 10    |       |
|                               | Paolo Camaioni             | 2 672                | 44,30          | 2 075   | 28,24   | Paolo Camaioni Sindaco | 1 492 | 24,73 | 2     |
| Città Attiva                  | Paolo Camaioni             | 2 672                | 44,30          | 2 075   | 28,24   | 403                    | 6,68  | –     |       |
| Seggio di coalizione          | Seggio di coalizione       | Seggio di coalizione | 44,30          | 2 075   | 28,24   | 1                      |       |       |       |
| Totale liste                  | Paolo Camaioni             | 2 672                | 44,30          | 2 075   | 28,24   | 1 895                  | 31,42 | 2     |       |
|                               | Elisa Foglia               | Elisa Foglia         | Elisa Foglia   | 1 047   | 14,25   | Partito Democratico    | 567   | 9,40  | 1     |
| #Sicambia                     | Elisa Foglia               | Elisa Foglia         | Elisa Foglia   | 1 047   | 14,25   | 456                    | 7,56  | –     |       |
| Seggio di coalizione          | Seggio di coalizione       | Seggio di coalizione | Elisa Foglia   | 1 047   | 14,25   | 1                      |       |       |       |
| Totale liste                  | Elisa Foglia               | Elisa Foglia         | Elisa Foglia   | 1 047   | 14,25   | 1 023                  | 16,96 | 1     |       |
|                               | Marco Massetti             | Marco Massetti       | Marco Massetti | 793     | 10,79   | Movimento 5 Stelle     | 708   | 11,74 | –     |
| Seggio di coalizione          | Seggio di coalizione       | Seggio di coalizione | Marco Massetti | 793     | 10,79   | 1                      |       |       |       |
| Totale                        | Totale                     | 6 032                | 100            | 7 347   | 100     |                        | 6 032 | 100   | 16    |
|                               |                            |                      |                |         |         |                        |       |       |       |
| Schede bianche                | Schede bianche             | 36                   | 0,58           | 52      | 0,68    |                        |       |       |       |
| Schede nulle                  | Schede nulle               | 127                  | 2,05           | 229     | 3,00    |                        |       |       |       |
| Votanti                       | Votanti                    | 6 195                | 49,57          | 7 628   | 61,03   |                        |       |       |       |
| Elettori                      | Elettori                   | 12 498               |                | 12 498  |         |                        |       |       |       |
|                               |                            |                      |                |         |         |                        |       |       |       |
| Fonte: Ministero dell'interno |                            |                      |                |         |         |                        |       |       |       |

1. ↑  Include candidati di Forza Italia e Unione di Centro.
2. ↑  Include candidati di Fratelli d'Italia e Noi con Salvini.